# Receptor de células T

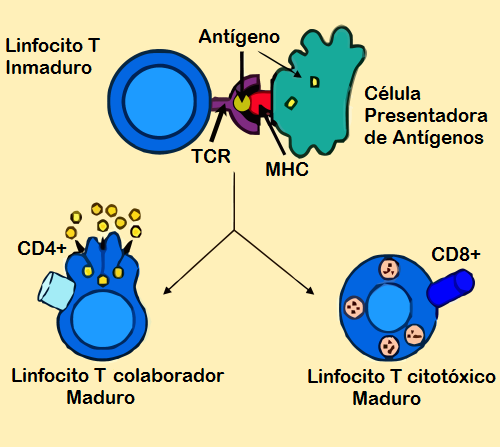

O receptor de células T (em inglês T-cell receptor, sigla TCR) é uma molécula encontrada na superfície das células T, ou linfócitos T, responsável pelo reconhecimento de fragmentos de antígeno, como peptídeos ligados a moléculas do complexo principal de histocompatibilidade (MHC).

## Diferença entre imunoglobulina e receptor de células T
Assim como as imunoglobulinas (Ig) ou anticorpos, são receptores antígeno-específicos essenciais para a resposta imune. Estão presentes na superfície externa dos linfócitos T (células T) mas diferem, entretanto, das imunoglobulinas: 
1. Imunoglobulinas são tetrâmeros, formadas por quatro cadeias polipeptídicas (duas cadeias leve e duas cadeias pesadas) e possuem dois sítios de reconhecimento de antígeno. Os TCRs são dímeros e possuem somente um sítio de reconhecimento de antígeno.
2. Imunoglobulinas podem estar ancoradas na superfície dos linfócitos B (células B) ou secretadas nos fluídos corpóreos, principalmente no plasma sangüíneo. Os TCRs existem somente como proteínas ancoradas na superfície externa dos linfócitos T.
3. Imunoglobulinas reconhecem antígenos solúveis e antígenos na sua forma nativa. Os TCRs só reconhecem antígenos que tenham sido previamente processados em peptídeos, os quais têm que estar ligados a moléculas de MHC (complexo principal de histocompatibilidade), na superfície das células apresentadoras de antígenos ou APCs (macrófagos, monócitos, linfócitos B e células dendríticas).

Este fenômeno é chamado de restrição-MHC. A educação de células T, tornando-as aptas ao reconhecimento de moléculas MHC do próprio corpo (MHC próprio) ocorre no timo. 

## Receptor TCR convencional
O receptor TCR convencional, ou TCR alfa/beta é expresso pela maioria dos linfócitos T e consiste de duas cadeias polipeptídicas glicosiladas (alfa e beta) mantidas juntas por ligações dissulfeto. O TCR alfa/beta é por sua vez associado fisicamente (mas não por ligação covalente) a uma proteína chamada CD3, formando o complexo funcional TCR-CD3 na superfície dos linfócitos T. 
O TCR alfa/beta deve discriminar os diferentes peptídeos não-próprios apresendados pelas moléculas de MHC na superfície das APCs. O TCR alfa/beta participa na interação peptídeo-MHC e o CD3 na transdução de sinais no interior dos linfócitos T.
Os linfócitos T alfa/beta representam 90-99% dos linfócitos T periféricos maduros no homem e, incluem duas populações de linfócitos; os T CD4+ (T auxiliadores) e os T CD8+ (T supressores/citotóxicos). 
Tais células T alfa/beta estão implicadas no reconhecimento de antígenos exógenos como peptídeos de microrganismos ligados a MHC de classe II e são, em sua maioria, T CD4+ auxiliadores. As células T alfa/beta CD8+ (aproximadamente 30% das células T alfa/beta) reconhecem peptídeos gerados por processamento endógeno e ligados a moléculas de MHC de classe I. São os chamados linfócitos T citotóxicos e responsáveis pela destruição de células infectadas e células cancerosas. 
CD4 e CD8 são moléculas que interagem com a região não polimórfica de MHC de classe II e de classe I, respectivamente. As células T gama/delta representam 1-10% dos linfócitos T periféricos maduros humanos, expressam a proteína CD3, mas não CD4 ou CD8. 
Um segundo tipo de TCR, chamado de TCR gama/delta, é composto pelas respectivas cadeias polipeptídicas gama e delta, também associadas a CD3, todas na superfície externa de linfócitos T. As células T gama/delta CD4- CD8- reconhecem antígenos de maneira independente de MHC de classe I ou de classe II. Tais células estão envolvidas no reconhecimento de proteínas induzidas por estresse por choque térmico (oriundas de bactérias ou de células autólogas) e também antígenos de micobactérias. 
A função dos linfócitos T gama/delta é eliminar as células do corpo que estão sob estresse, por exemplo, as células infectadas ou aquelas que estão no processo de transformação tumoral. 

## Células cancerosas
O TCR pode reconhecer muitos tipos de câncer por meio de um único antígeno leucocitário humano (HLA) como uma molécula chamada MR1. Ao contrário do HLA, o MR1 não varia na população humana - o que significa que é um alvo extremamente atraente para imunoterapias. Quando testado em laboratório, o método CRISPR–Cas9  TCR pode matar células de câncer de pulmão, pele, sangue, cólon, mama, osso, próstata, ovário, rim e cervical, ignorando células saudáveis.